# Rocking in Nashville
Albums de Eddy Mitchell
Ketchup électrique
(1974) Rocking in Olympia 1975
(1975)
Singles
1. C'est un rocker
Sortie : février 1975

Rocking in Nashville est le quinzième album studio d'Eddy Mitchell sorti en 1974. 

## Histoire
Cet album est le premier disque enregistré à Nashville, au Tennessee, par Eddy Mitchell, berceau de la musique country. L'album est presque exclusivement composé de reprises, joué par des musiciens américains choisis par l'harmoniciste Charlie McCoy. Salué par la presse et plébiscité par le public, l'opus permet au chanteur de renouer avec le succès.
L'année suivante, Eddy Mitchell est fait citoyen d'honneur de la ville de Nashville.

## Autour de l'album
La chanson Bye, Bye, Johnny B. Good est l'adaptation française du titre de Chuck Berry Bye Bye Johnny de 1960 et ne doit pas être confondue avec le classique Johnny B. Goode du même Chuck Berry en 1958, auquel il fait suite.

## Réception
Selon l'édition française du magazine Rolling Stone, cet album est le 59e meilleur album de rock français.

## Liste des titres
| No  | Titre                                                             | Paroles                    | Musique                                    | Durée |
| --- | ----------------------------------------------------------------- | -------------------------- | ------------------------------------------ | ----- |
| 1.  | Southern Comfort (instrumental, présentation du disque)           |                            | Bobby Thompson, Buddy Spicher              | 2:42  |
| 2.  | Bye, Bye, Johnny B. Good (Bye Bye Johnny)                         | Claude Moine (adaptation)  | Chuck Berry                                | 2:17  |
| 3.  | À crédit et en stéréo (No Particular Place to Go)                 | Claude Moine (adaptation)  | Chuck Berry                                | 3:12  |
| 4.  | Fume cette cigarette (Smoke! Smoke! Smoke! (That Cigarette) (en)) | Claude Moine (adaptation)  | Tex Williams (en), Merle Travis            | 3:12  |
| 5.  | C'est un piège (Get It)                                           | Claude Moine (adaptation)  | Bob Kelly                                  | 2:44  |
| 6.  | Emmène-moi où tu veux (Take Me Some Home To Somewhere)            | Claude Moine (adaptation)  | George Richey, Carmol Taylor, Norro Wilson | 2:28  |
| 7.  | C'est un rocker (I'm A Rocker)                                    | Claude Moine (adaptation)  | Chuck Berry                                | 3:24  |
| 8.  | C'est la vie, mon chéri (Almost Grown)                            | Claude Moine (adaptation)  | Chuck Berry                                | 2:45  |
| 9.  | Là dans mon cœur (How I Love Them Old Song)                       | Claude Moine (adaptation)  | Mickey Newbury                             | 2:53  |
| 10. | Ruby, tu reviens au pays (Ruby Don't Take You Love To Town)       | Boris Bergman (adaptation) | Mel Tillis                                 | 2:38  |
| 11. | La Ballade de Bill Brillantine                                    | Claude Moine               | Frédéric Mercier                           | 2:42  |
| 12. | Je ne deviendrai jamais une superstar                             | Claude Moine               | Pierre Papadiamandis                       | 3:15  |

## Musiciens
- Charlie McCoy : harmonica
- Dale Sellers : guitare
- Jim Colvard : guitare
- Reggie Young : guitare solo
- Billy Sanford : guitare rythmique
- Wayne Moss (en) : basse
- Jim Isbell : batterie
- Kenny Buttrey : batterie
- Russ Hicks, Weldon Myrrick : pedal steel guitar
- Bobby Thompson : banjo
- David Briggs, "Pig" Robbins : piano
- Buddy Spicher : violon
- Ginger Holladay, Lea Jane Berinati, Mary Holladay : chœurs féminins
- The Jordanaires (Hugh Stoker, Herman Harper, Hoyt Hawkins, Neal Matthews) : chœurs masculins